# Бейт-Ханун
Бейт-Ханун (араб. بيت حانون‎) — город на северо-востоке сектора Газа. С декабря 2023 г. находится под контролем Армии обороны Израиля (ЦАХАЛ). Население города по данным на 2006 год составляет 32 187 человек — большая  населения палестинские беженцы. По данным на 1961 год население Бейт-Хануна насчитывало 3876 человек.
Расположен в 6 км от израильского города Сдерот, из-за чего во время арабо-израильских конфликтов нередко становился ареной вооружённого противостояния.